# Sorel Etrog
Sorel Etrog (Iaşi, 29 augustus 1933 – Toronto, 26 februari 2014) was een in Roemenië geboren Canadese kunstenaar en auteur, die vooral bekend is geworden als beeldhouwer.

## Leven en werk
Etrog ving in 1945 zijn opleiding aan in Roemenië. Met zijn Joodse familie emigreerde hij in 1950 naar Israël, waar hij zijn studie voortzette aan het Institute of Painting and Sculpture in Tel Aviv. In 1954 sloot hij zich aan bij de kunstenaarsgemeenschap in het dorp Ein Hod, die in 1953 was gesticht door de Roemeense kunstenaar Marcel Janco. Dankzij een eerste solotentoonstelling in 1958 verkreeg hij een beurs van het Brooklyn Museum of Art in New York, waar hij sterk werd beïnvloed door de daar aanwezige primitieve kunst. In 1959 kreeg Etrog, na een ontmoeting met de Canadese collectionneur Samuel Zacks, een eerste expositie in Gallery Moos in Toronto. Hij verliet New York in 1963 om zich definitief te vestigen in Canada, waarna hij ook de Canadese nationaliteit verwierf. Hij vertegenwoordigde Canada in 1966 bij de Biënnale van Venetië.
Sorel Etrog genoot ook bekendheid als auteur, toneelschrijver en dichter. Hij werkte in de zestiger jaren onder anderen samen met Eugène Ionesco en Samuel Beckett (boekillustraties). Etrog en Marshall McLuhan publiceerden samen Spiral, gebaseerd op Etrogs gelijknamige film, die in 1975 werd uitgezonden door de CBC.
Sorel Etrog werd in 1994 benoemd in de Orde van Canada en in 1996 Chevalier in de Franse Ordre des Arts et des Lettres.

## Complexes of a young lady
Het bronzen beeld van de destijds in Europa onbekende Etrog, genaamd Complexes of a young lady, werd in 1961 aan het Kröller-Müller Museum (KMM) in Otterlo aangeboden door het Canadese echtpaar Zacks als een geschenk voor de beeldentuin. Etrog heeft het park, waar het beeld in 1963 arriveerde, niet zelf bezocht. Het schijnt dat de foto's van de tuin een dermate grote indruk op hem maakten, dat hij besloot meer werken voor de openbare ruimte te maken.

## Al Green Sculpture Park
In het Al Green Sculpture Park, alsmede in de onmiddellijke omgeving daarvan, in Toronto-Davisville bevinden zich zes sculpturen van Etrog: Capriccio (1962), Source I (1964), Grande Odalisque (1965), Fiesole (1967), Pieton (1976) en Wind Bird (2003).

## Fotogalerij

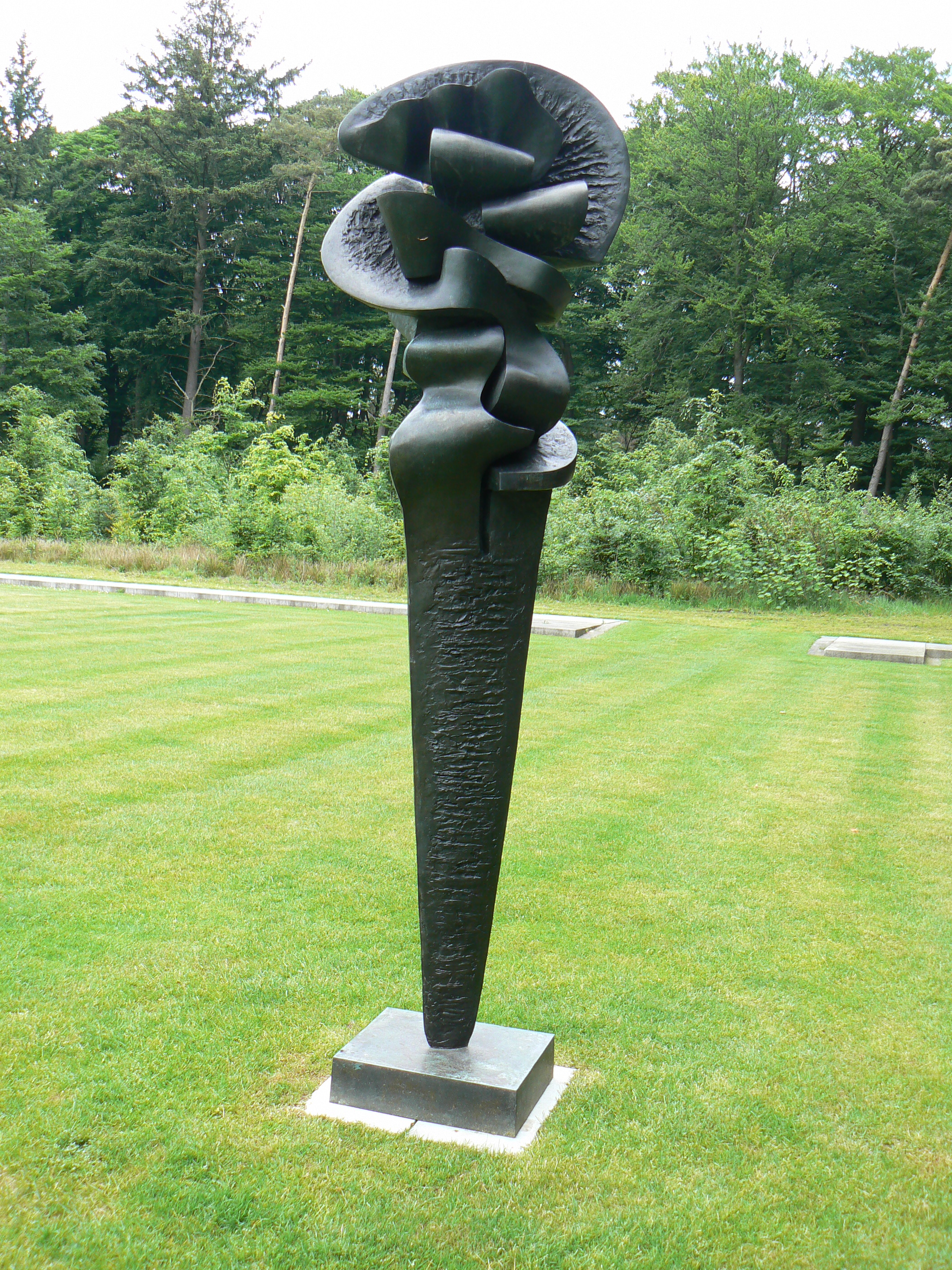
Complexes of a young lady (1960/62) beeldenpark KMM
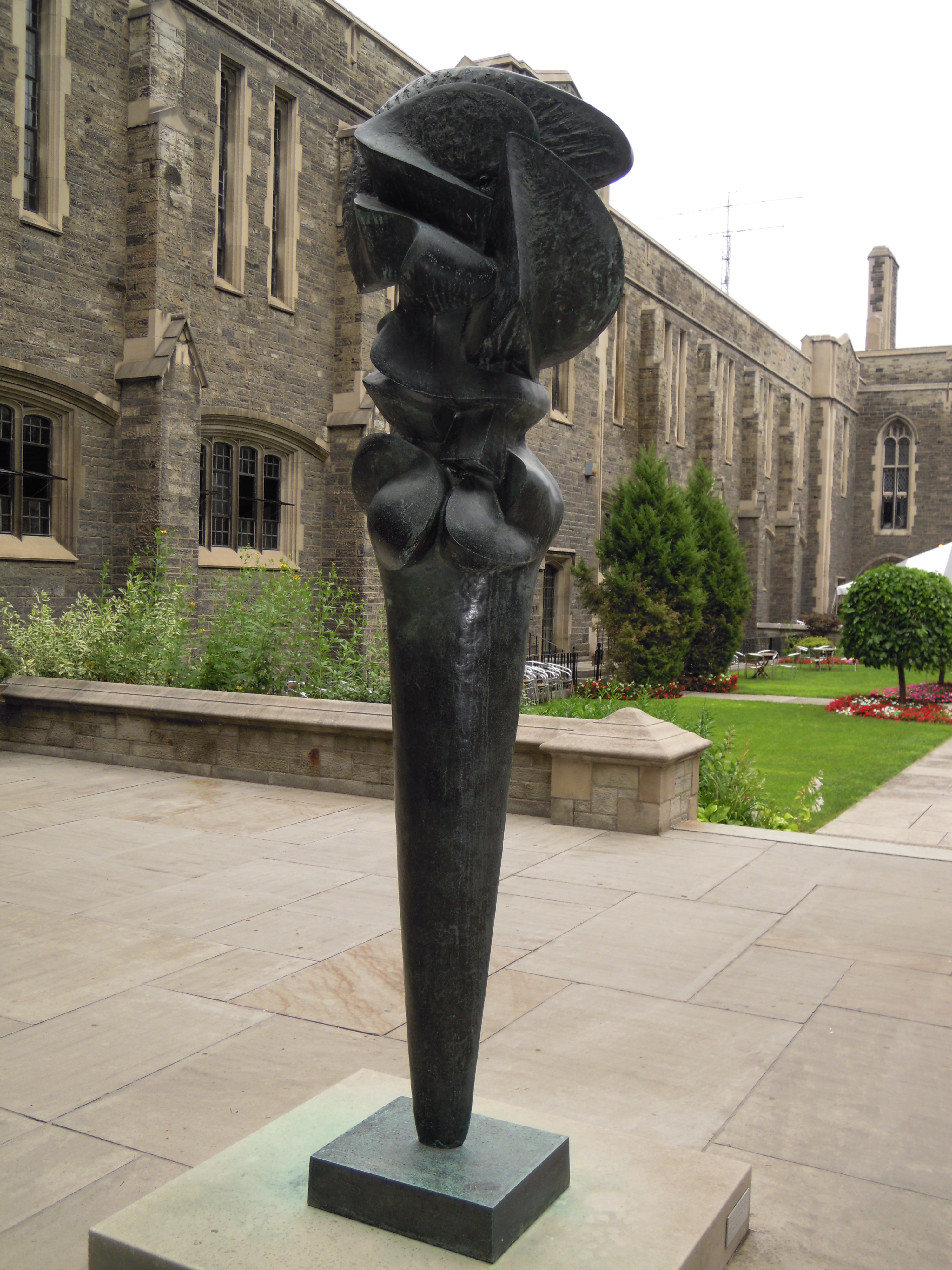
Complexes of a young lady (1962), Toronto
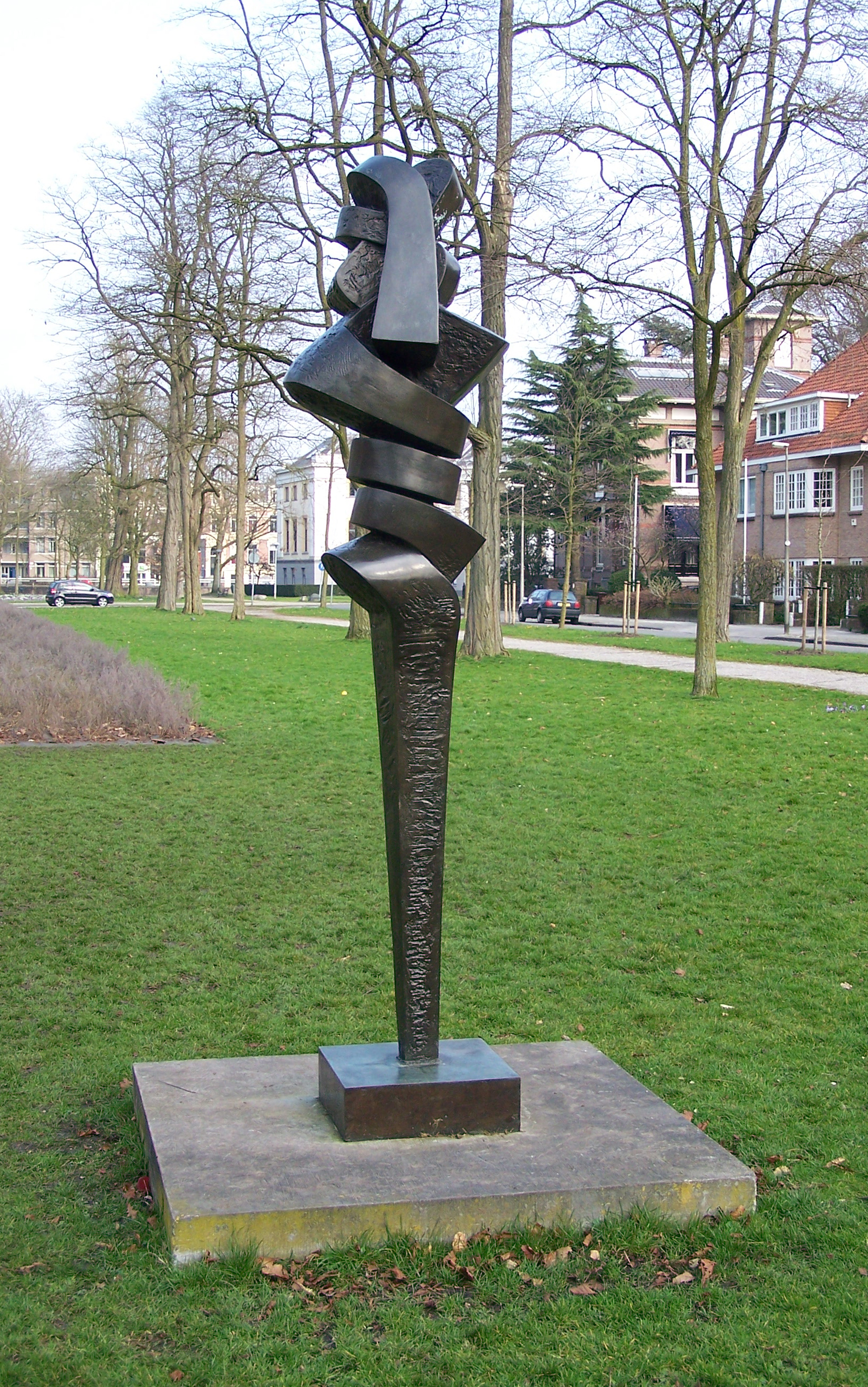
Embrace (1962) in Utrecht
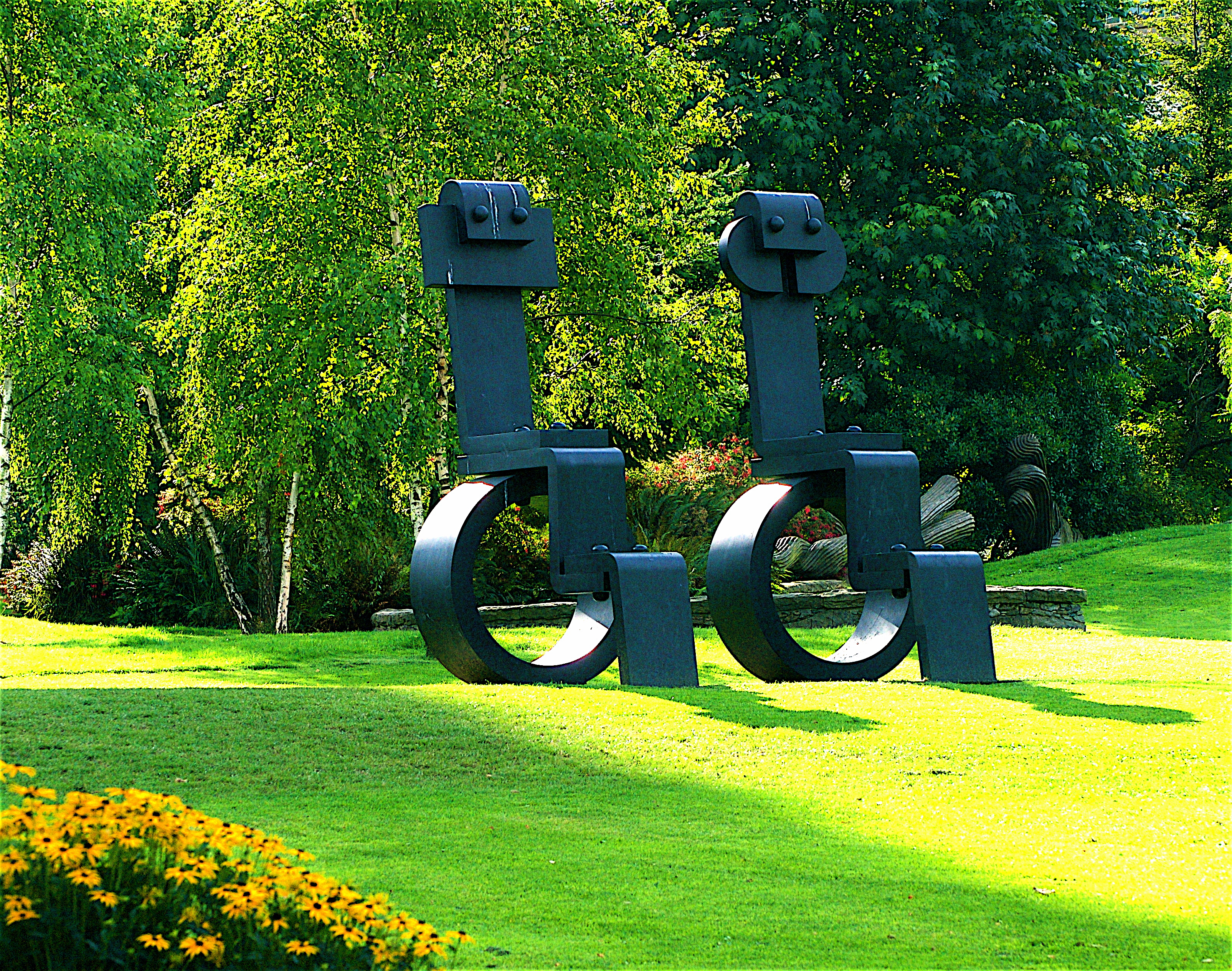
King and Queen in Vancouver, Canada
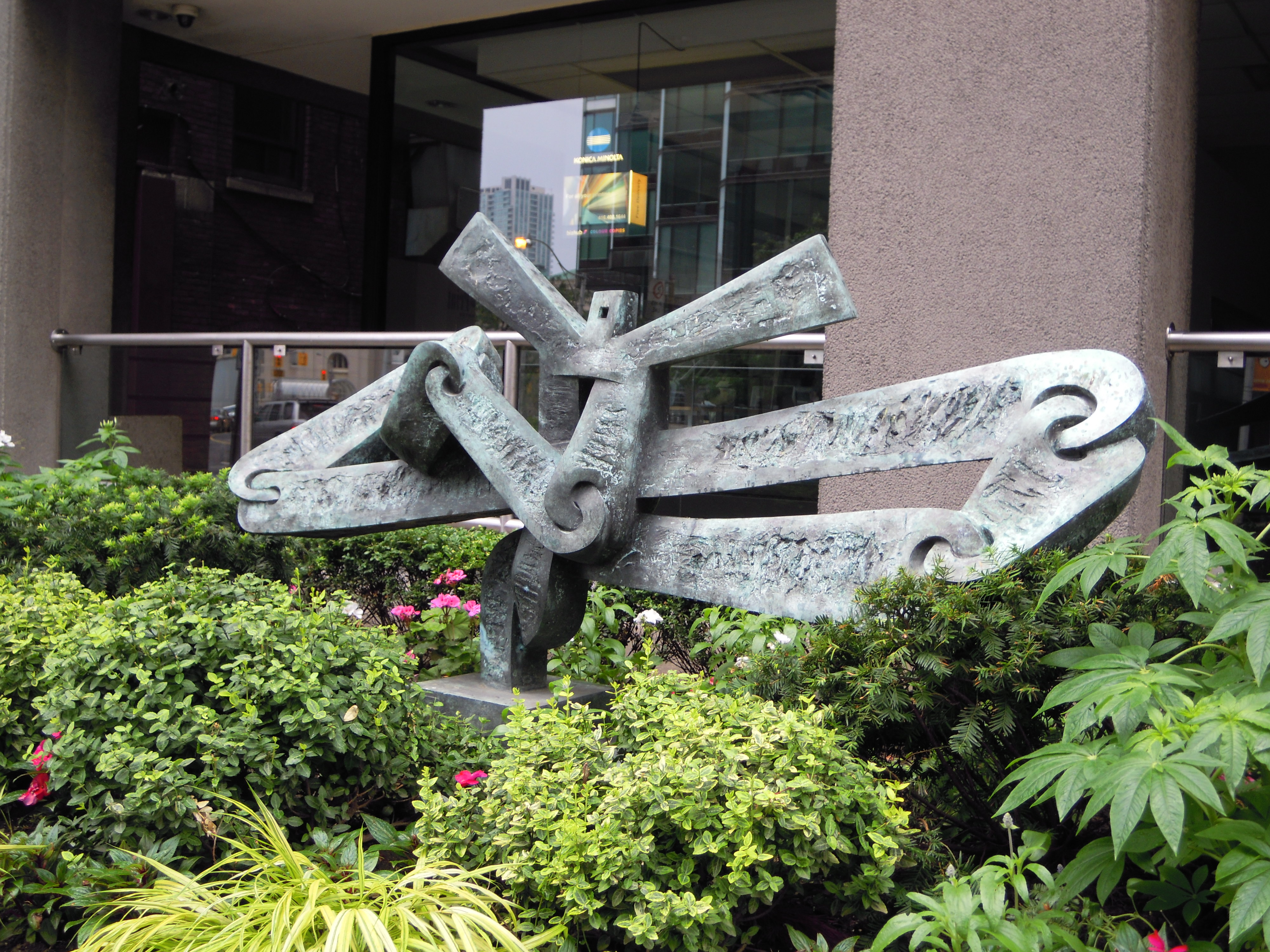
Flight II (1964) in Toronto
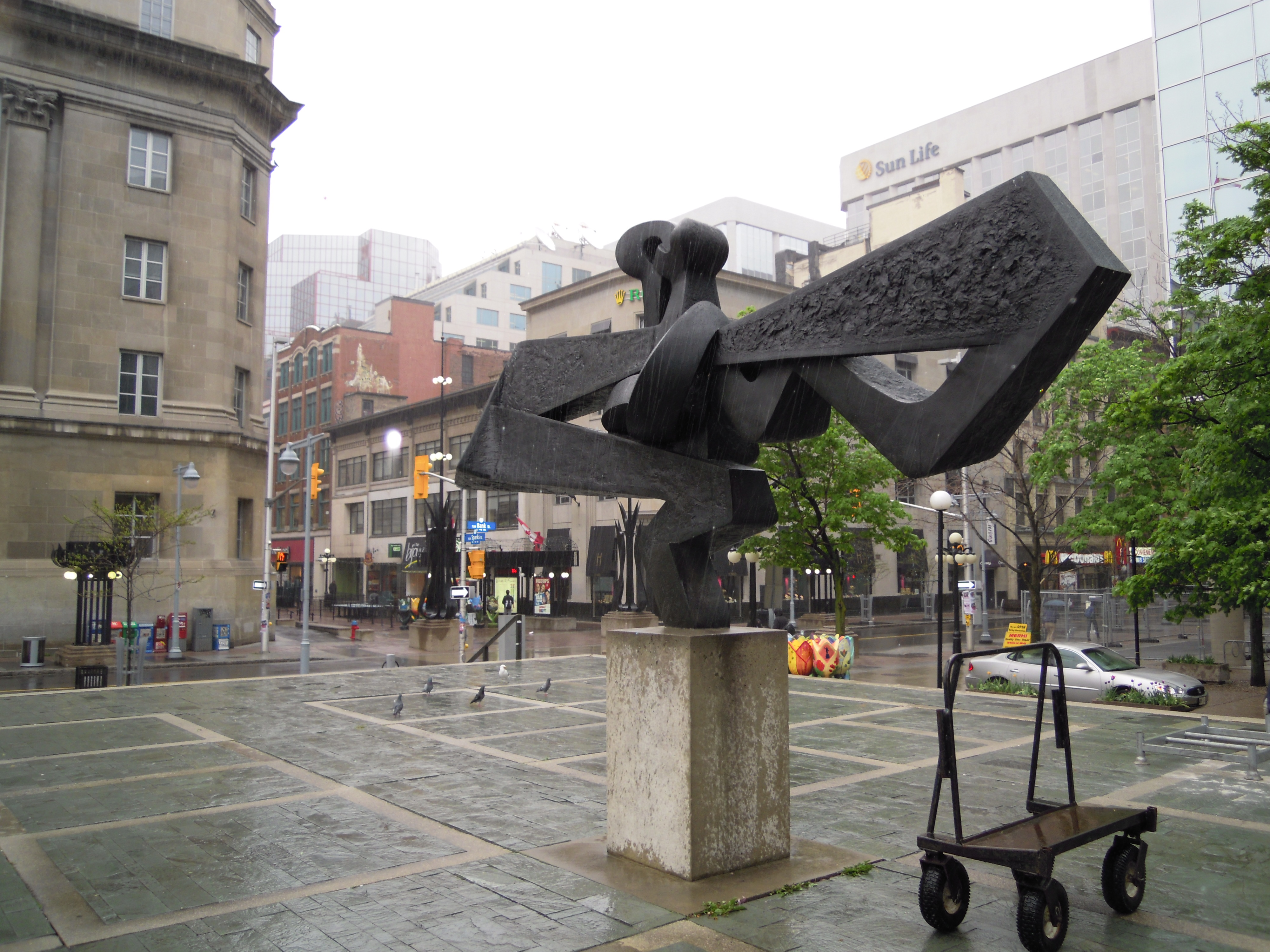
Flight (1966) in Ottawa
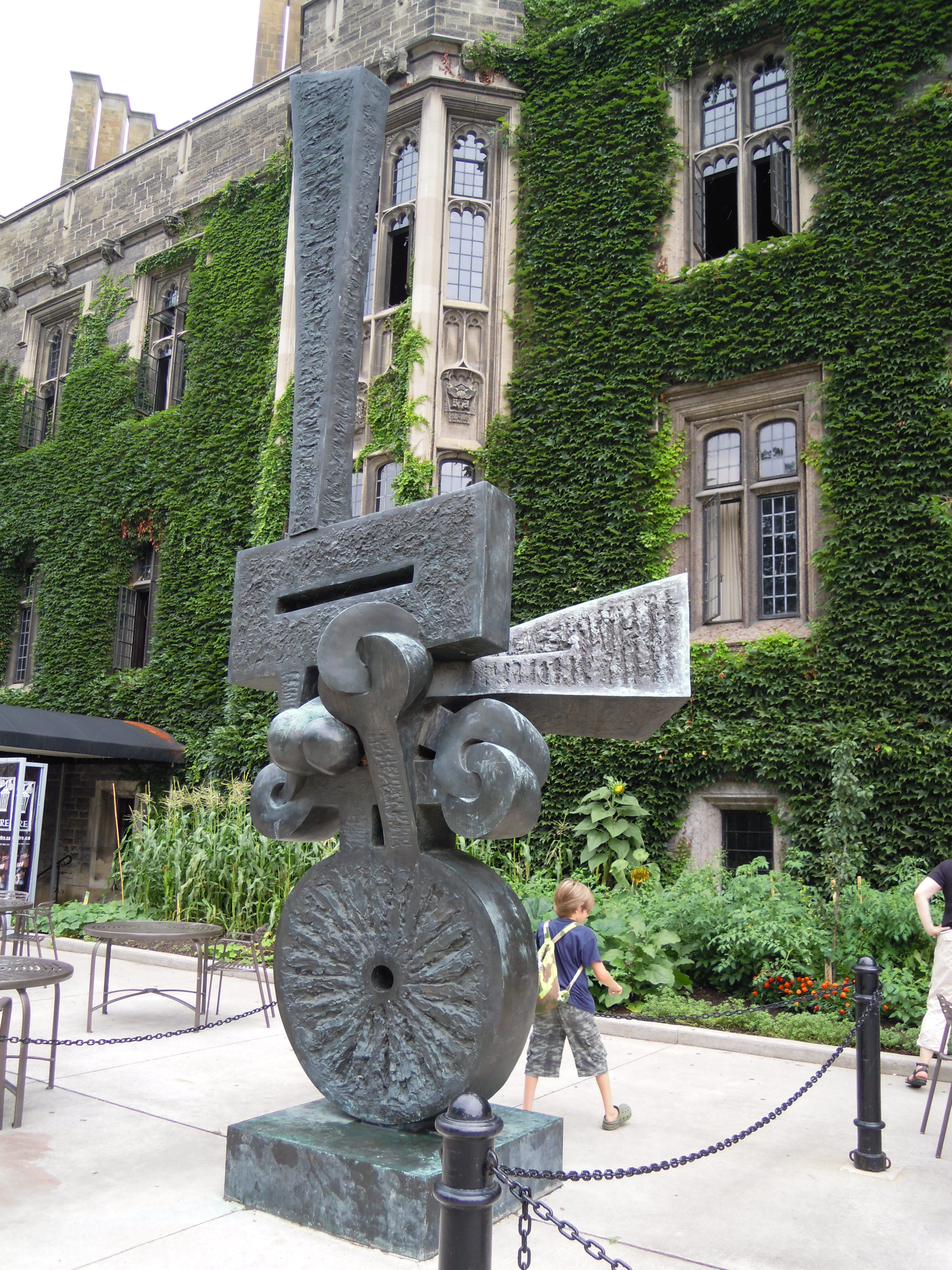
Survivors are not heroes (1967), Toronto
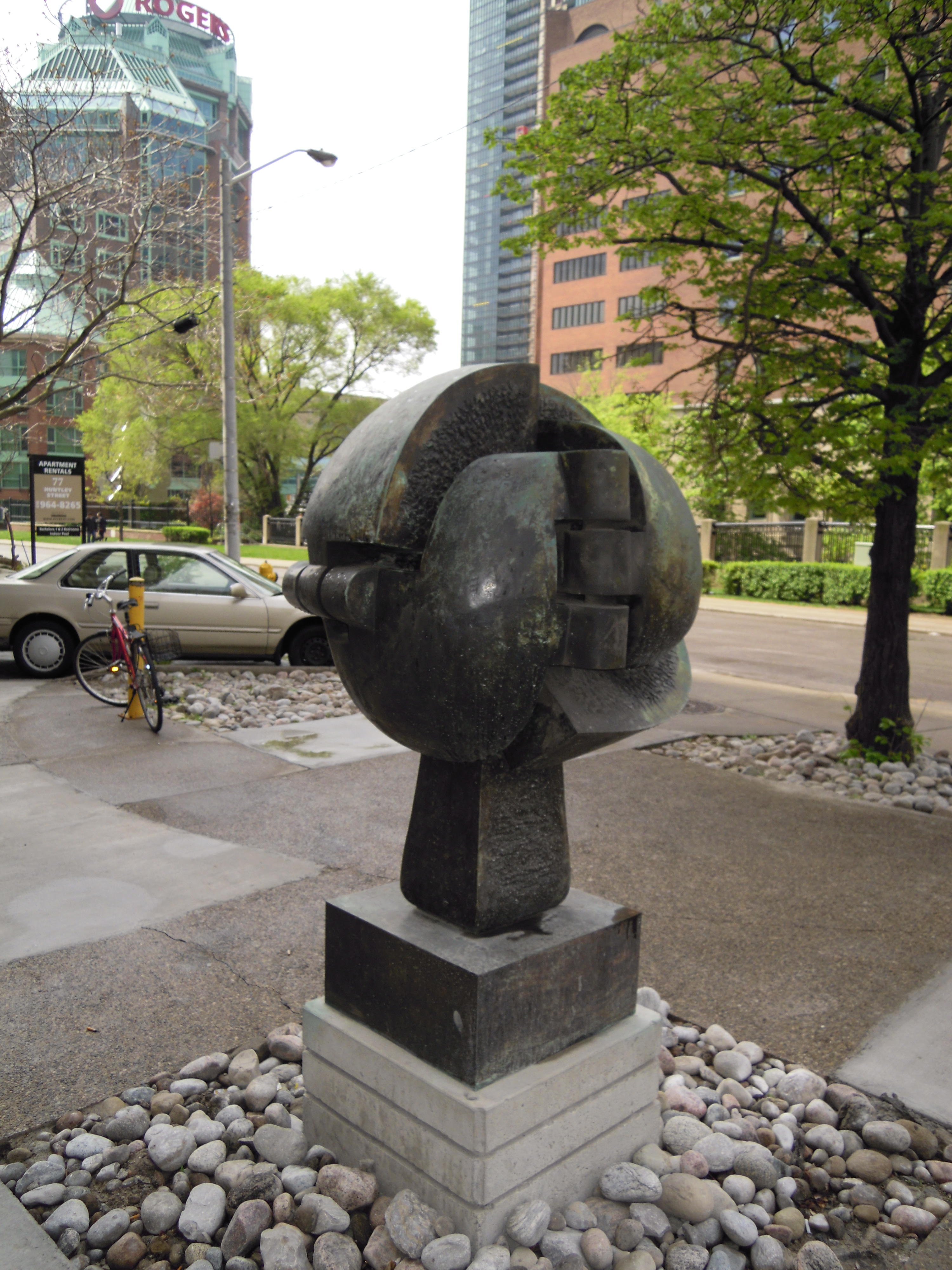
Dreamchamber (1976) in Toronto
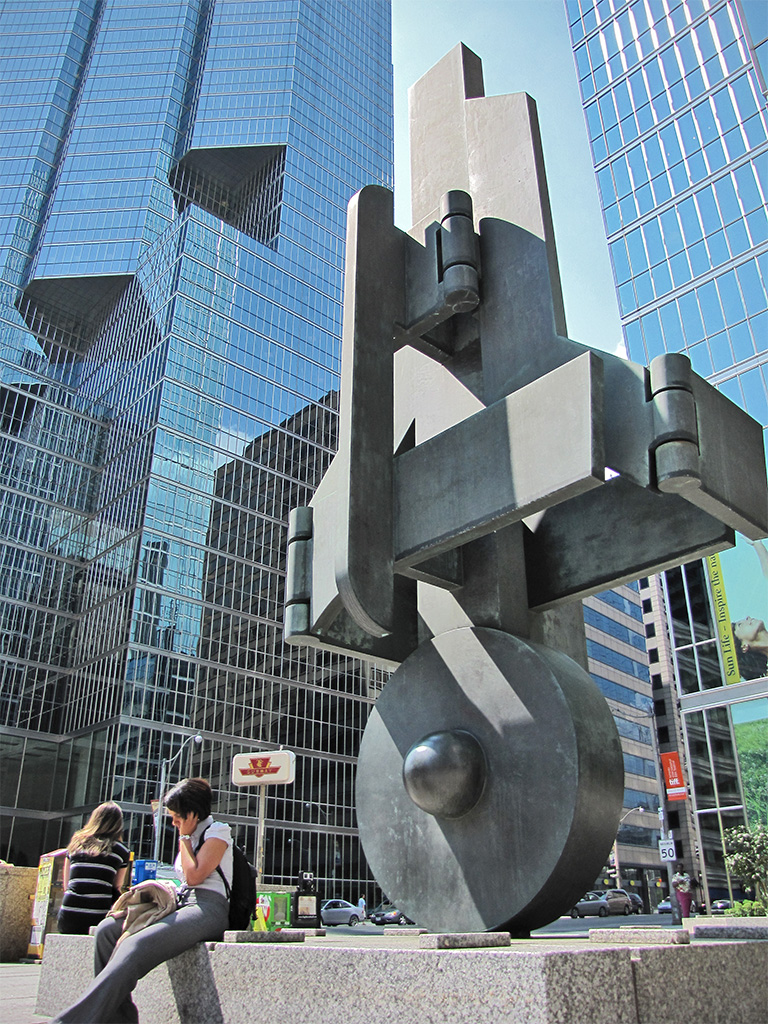
Sunlife (1984) in Toronto